# Hans Friedrich Wendt
 Hans Friedrich Wendt (* 5. Dezember 1903 in Celle; † 1984) war ein deutscher Offizier und politischer Aktivist. Er wurde bekannt als einer der Angeklagten im Ulmer Reichswehrprozess von 1930 sowie als national-revolutionärer Aktivist in der Spätphase der Weimarer Republik.

## Leben und Tätigkeit

### Herkunft und frühes Leben
Wendt entstammte einer Offiziersfamilie. Seine Eltern waren Immanuel (Immo) Wendt (1862–1925) und seine Ehefrau Margarete Wendt, geb. Kattwinkel (1879–1959). Der Vater war ein im Jahre 1920 mit dem Range eines Generalmajors verabschiedeter Artillerieoffizier.
Wendt besuchte das Gymnasium in Güstrow bei Rostock und später das Realgymnasium in München. Er unterbrach seine schulische Laufbahn 1920, um ein zweijähriges Praktikum in der Landwirtschaft zu absolvieren, bevor er im November 1922 als Offiziersanwärter in die Reichswehr eintrat.
Nach einer Beurlaubung im Winter 1923 holte Wendt im Frühjahr 1924 seine Reifeprüfung nach. Am 1. Dezember 1928 wurde er zum Leutnant und am 1. Oktober 1929 zum Oberleutnant befördert.

### Umstürzlerische Pläne und Aktivitäten 1929/1930
Ende der 1920er Jahre gehörte Wendt dem 5. Artillerie-Regiment in Ulm unter Ludwig Beck an. Dort lernte er Richard Scheringer (1904–1986) und Hanns Ludin (1905–1947) kennen. Allen drei Männern gemeinsam war die Ablehnung der inneren Verhältnisse der Reichswehr und die Rolle der Armee innerhalb des bestehenden Staates. Insbesondere lehnten sie die vermeintliche Anlehnung der Reichswehr an die regierenden Linksparteien ab, denen sie eine pazifistische Einstellung und eine gegen das Heer und seine Interessen gerichtete Betätigung anlasteten. Als ihr politisches Ideal formulierten sie, dass die Staatsmacht und Heeresführung einen Kurswechsel vollziehen und den bewaffneten nationalen Befreiungskampf gegen die von ihnen als unterdrückend interpretierte Friedensordnung, die dem Deutschen Reich nach dem Ersten Weltkrieg auferlegt worden war, beginnen sollte.
1929 initiierten mehrere rechtsgerichtete politische Kräfte ein Volksbegehren gegen den Young-Plan, um eine Volksabstimmung über den sogenannten „Young-Plan“, der die Reparationszahlungen des Deutschen Reiches an die Kriegssiegermächte neu regeln sollte, herbeizuführen. Neben der konservativen Deutschnationalen Volkspartei und dem Weltkriegsveteranenbund Stahlhelm beteiligte auch die NSDAP sich nachdrücklich an der Kampagne gegen den Young-Plan, wobei sie erstmals in den Fokus einer breiteren Öffentlichkeit geriet und als bedeutende politische Größe wahrgenommen wurde: Auch Wendt, Scheringer und Ludin wurden 1929 auf die Partei aufmerksam und zeigten sich von ihrem Kampfgeist und ihrem Radikalismus beeindruckt.
Die drei legten sich zu dieser Zeit den Plan zurecht, die Armee zum Grundstock eines kommenden Befreiungsheeres umzubilden, das den Kampf gegen die äußeren Feinde führen sollte. Als Reaktion für den Fall eines Scheiterns des Volksbegehrens planten sie einen gemeinsamen Putsch von Armee und rechtsgerichteten politischen Kräften.
Nachdem Fühlungnahmen mit dem Stahlhelm ergebnislos verliefen, gewannen die drei jungen Offiziere schließlich die Überzeugung, dass die NSDAP am besten geeignet wäre, die militärische Befreiung Deutschlands zu verwirklichen. Aus diesem Grund nahmen sie 1929 Kontakt zur NSDAP-Ortsgruppe in ihrem Garnisonsort Ulm auf. Im November 1929 fuhren Scheringer und Ludin auf Vermittlung der Ulmer NSDAP-Ortsgruppe nach München, auf der Suche nach Unterstützung durch führende Vertreter der Reichsleitung der NSDAP. Sie trafen den Obersten SA-Führer Franz Pfeffer von Salomon und seinen Stabschef Otto Wagener, die jedoch die Unterstützung ihrer Pläne ablehnten. Trotzdem ließen Pfeffer und Wagener durchblicken, dass sie mit den Ideen der Offiziere sympathisierten. Sie nahmen daher das Angebot Ludins, dass er und seine beiden Freunde stattdessen im Kreis ihrer Kameraden in Ulm und an anderen Armeestandorten für die Ziele der NSDAP werben würden und nach einiger Zeit über ihre Erfolge an die Parteileitung der NSDAP berichten würden, bereitwillig an.
Nach ihrer Rückkehr nach Ulm kontaktierten Wendt, Ludin und Scheringer Kontakt weitere Offiziere in Ulm und andernorts, deren nationale Einstellung ihnen bekannt war, und führten mit ihnen in verschiedenen Garnisonsstädten persönliche Gespräche. Nach damaligen Bestimmungen über das Innenleben des Militärs stellte dieser Vorgang einen Versuch einer Zellenbildung innerhalb der Reichswehr dar, die das Ziel verfolgte, im Falle eines gewaltsamen Vorgehens der NSDAP gegen die Reichsverfassung nicht gegen die NSDAP vorzugehen, sondern allenfalls Befehlsverweigerung zu begehen oder gar aktiv auf die Seite der Umstürzler überzutreten.
Während Ludin und Scheringer ihre Werbeversuche als aktive Offiziere durchführten, schied Wendt zum 1. Dezember 1929 aus der Reichswehr aus, um als Privatmann in Offizierskreisen für die NSDAP zu werben. Seinen Lebensunterhalt verdiente er seither in der Zeugmeisterei der NSDAP in Kassel.
Die politischen Beeinflussungsversuche der drei Männer in den folgenden Jahren stießen jedoch nicht auf allgemeine Gegenliebe: Sie wurden schließlich vorgesetzten Reichswehrstellen gemeldet. Nach einer ersten oberflächlichen Untersuchung erhielten Ludin und Scheringer leichte Disziplinarstrafen. Infolge eines baldigen Kommandowechsels bei der Ulmer Garnison wurde der Vorgang neu aufgerollt und dem Oberreichsanwalt übergeben. Dieser eröffnete schließlich ein Verfahren gegen Ludin, Scheringer und Wendt wegen Hochverrat.

### Der Ulmer Reichswehrprozess
Im März 1930 wurden die drei verhaftet. Wendts Inhaftnahme erfolgte am 11. März 1930. Im folgenden Ulmer Reichswehrprozess, der im September und Oktober 1930 vor dem Reichsgericht in Leipzig verhandelt wurde, wurden den drei Angeklagten die folgenden Vorwürfe zur Last gelegt:
- „1. das hochverräterische Unternehmen, die Verfassung des Deutschen Reiches gewaltsam zu ändern, vorbereitet,
- 2. mehrere Soldaten aufgefordert oder angereizt zu haben, gemeinschaftlich entweder dem Vorgesetzten den Gehorsam zu verweigern oder sich ihm zu widersetzen,
- 3. es unternommen zu haben, durch mündliche Äußerungen Mißvergnügen in Beziehung auf den Dienst unter ihren Kameraden zu erregen,
- 4. vorsätzlich einen Befehl in Dienstsachen nicht befolgt und dadurch vorsätzlich eine Gefahr für die Schlagfertigkeit der Truppe herbeigeführt zu haben.“

Beim Ulmer Prozess trat Adolf Hitler als Zeuge im Gerichtssaal auf und gab eine als „Legalitätseid“ bekannt gewordene Versicherung ab, dass seine Partei ausschließlich mit legalen Mitteln versuchen würde, an die Macht im Staat zu gelangen und gewaltsamem Umsturzmethoden, wie sie die drei Angeklagten erwogen hätten, eine strikte Absage erteilen würde.
Der Prozess endete am 4. Oktober 1930 mit der Verurteilung der drei Angeklagten zu moderaten Haftstrafen. Wendt wurde zu achtzehn Monaten Festungshaft verurteilt. Zusammen mit Scheringer wurde er zur Verbüßung ihrer Haftstrafe in den Festungstrakt des Gefängnisses im pommerschen Gollnow (Festung Gollnow) verlegt.

### Haft in Gollnow und späteres Leben
In Gollnow wandten Wendt und Scheringer sich unter dem Einfluss kommunistischer Mitgefangener schrittweise von ihren bisherigen nationalsozialistischen Überzeugungen ab: Der „Legalitätseid“ Hitlers und die parlamentarische Betätigung der NSDAP bewirkten eine sukzessive Desillusionierung der beiden Männer gegenüber der NSDAP, deren Entwicklung ihrem eigenen Selbstverständnis als Revolutionäre zuwiderlief. Sie wandten sich daher zunächst den „nationalrevolutionären“ Abspaltungen von der NSDAP – der 1930 gebildeten Kampfgemeinschaft Revolutionärer Nationalsozialisten (KGRNS) und der 1931 gebildeten Nationalsozialistischen Kampfbewegung Deutschlands (NSKD) – zu. Diese hatten sich von der NSDAP abgetrennt, da sie den Legalitätskurs der Parteiführung ablehnten und stattdessen eine Machterlangung durch einen gewaltsam-revolutionären Umsturz für die richtige und aussichtsreiche Strategie ansahen. Wendt unterstützte im April 1931 die sogenannte Stennes-Revolte, die Abspaltung von national-revolutionär gesinnten Teilen der Berliner und der ostdeutschen SA um den Berliner SA-Kommandeur Walther Stennes, von der Festung Gollnow aus in einem offenen Brief, der in der Presse veröffentlicht wurde.
Während Scheringer schließlich, über die Zwischenstufe der nationalrevolutionären Bewegung, sich politisch zu einem linientreuen Kommunisten im Sinne der KPD entwickelte, beließ es Wendt dabei, sich der von Otto Strasser begründeten KGRNS anzuschließen.
Am 19. September 1931 wurde Wendt regulär aus der Festungshaft entlassen. Nachdem Scheringer wegen kommunistischer Propagandatätigkeit ein zweites Mal angeklagt wurde, beteiligte Wendt sich trotz ihrer politischen Differenzen an dem von der KPD zugunsten von Scheringer organisierten „Scheringer-Komitee“, das für Scheringers Freilassung warb. Auch soll Wendt bei der Roten Hilfe und der Internationalen Arbeiterhilfe mitgearbeitet haben.
Nach 1933 zog Wendt sich nach späteren Angaben Scheringers ins Privatleben zurück. Angeblich verdiente er seinen Lebensunterhalt als Schauspieler. Scheringer spottete hierüber: „So versacken die Leute!“. Andere Quellen behaupten dagegen, dass Wendt nach 1933 mit Strasser in die Tschechoslowakei geflohen und seither verschollen sei.
Wendt starb 1984. Sein Grab befindet sich auf dem alten Teil des Waldfriedhofes München.

## Ehe und Familie
Wendt war verheiratet mit Maria Simon (* 20. März 1915 in Bamberg; † 1980).